# Marcello Colasurdo
Marcello Colasurdo (Campobasso, 16 de abril de 1955-Nápoles, 5 de julio de 2023) fue un cantautor y actor italiano.

## Biografía
Nacido en Campobasso, en Molise, se trasladó a Pomigliano d'Arco (Nápoles) de niño; nunca conoció a su verdadero padre.
Durante dieciocho años fue la voz de la banda 'E Zezi Gruppo Operaio, un colectivo de trabajadores que, a través de la música folclórica del interior de Nápoles, hablaba de la industrialización forzada de territorios tradicionalmente con vocación agrícola. En 1996 fundó la Marcello Colasurdo Paranza. En 2001 colaboró en el disco Aneme perze de Spaccanapoli, publicado por Real World Records de Peter Gabriel.
Hizo numerosas colaboraciones en directo o en estudio con representantes de la música folclórica italiana (o afines), como Nuova Compagnia di Canto Popolare, Enrico Capuano, Modena City Ramblers, Almamegretta, 99 Posse, Daniele Sepe, etc.
Marcello Colasurdo fue también actor de cine y teatro, trabajando para directores como Federico Fellini, Mario Martone o Antonio Capuano.
Falleció el 5 de julio de 2023 en el hospital Cardarelli de Nápoles a consecuencia de una grave afección diabética, por la que había sufrido la amputación de una extremidad inferior tras la de un pie; en los últimos años, por un traumatismo craneal debido a una caída, también sufrió ceguera. El funeral se celebró al día siguiente en la iglesia de San Felice in Pincis, en Pomigliano d'Arco.

## Discografía (parcial)
- E manco 'o sole ce 'a sponta (1997)
- Tammurriate e canti popolari devozionali (2009)
- Marcello Colasurdo: Studio XXXV Live 2015 / 09 (2016)

## Filmografía
- Immacolata e Concetta - L'altra gelosia, de Salvatore Piscicelli (1979)
- Intervista, no acreditado, de Federico Fellini (1987)
- Baby gang, de Salvatore Piscicelli (1992)
- I vesuviani, episodio «Maruzzella», de Antonietta De Lillo (1997)
- Polvere di Napoli, episodio «Ciarli e Gerri», de Antonio Capuano (1998)
- Tatuaggi, de Laura Angiulli (1997)
- Il resto di niente, de Antonietta De Lillo (2004)
- 'O Guarracino, cotometraje, de Michelangelo Fornaro (2004)